# Čaunský záliv
Čaunský záliv (rusky: Чаунская губа) je arktický záliv ve východní části Východosibiřského moře. Vniká do pevniny 150 km, hloubka je 14 m.
V ústí Čaunského zálivu leží velký ostrov Ajon. S Východosibiřským mořem je záliv spojen průlivem Pevek.
Do Čaunského zálivu ústí řeky Čaun, Ičvuvejem, Paljavaam, Leljuveje a Pučevej. Mořské proudy přináší do Čaunského zálivu z vysokých zemských šířek masy ledu, které tvoří Ajonský ledový masiv.
Při vstupu do Čaunského zálivu leží přístav Pevek, na jižním břehu se rozkládá osada Usť-Čaun.

## Dějiny
První Rusové, kteří se dostal do oblasti, byli pravděpodobně pomorský mořeplavec Isaj Ignatěv v roce 1646 a sibiřský kozák Michail Staduchin v roce 1649.
V roce 1764 byl záliv podrobně prozkoumán a zmapován ruským cestovatelem Nikitou Šalaurovem.

## Ochrana přírody
Na východním a jižním pobřeží Čaunského zálivu jsou místa hnízdění, odpočinku a línání vodního ptactva (například potáplice černohlavá, husa bílá, labuť tunderská, husa běločelá, racek růžový). Tyto pobřežní oblasti jsou zahrnuty do státní přírodní rezervace Čaunskaja Guba - Čaunský záliv.